# اکیار، کارکوتلی
اکیار، کارکوتلی (به لاتین: Akyar, Korkuteli) یک منطقهٔ مسکونی در ترکیه است که در استان آنتالیا واقع شده‌است.